# Matratinea rufulicaput
Matratinea rufulicaput är en fjärilsart som beskrevs av Sziraki och Szocs 1987. Matratinea rufulicaput ingår i släktet Matratinea och familjen äkta malar.
Artens utbredningsområde är Ungern. Inga underarter finns listade i Catalogue of Life.